# Α
Alpha（Άλφα；大寫，小寫，中文音译：阿尔法、阿法、阿拉法），是第1個希臘字母。
小寫α用於物理學上：
- 角加速度
- Alpha粒子和相關的Alpha衰變
- 精細結構常數

小寫α用於數學上：
- α(m,n)：阿克曼反函數，一個輸出值增長速度非常低的函數。

「Alpha」常用作形容詞，以顯示某件事物中最重要或最初的，例如軟體工程中的Alpha版本。
西里爾字母的 А 和拉丁字母的 A 都是從 Alpha 變來。
Alpha指事情的開始，對應指終結的Omega。例如聖經啟示錄22:13：「我是阿爾法、我是奧米伽、我是首先的、我是末後的、我是初、我是終。」